# Marvin Game

Rapper Marvin Game (rechts) und Initiator Torch während eines Hip Hop Symposiums in der Popakademie in Mannheim (2024)

Marvin Game (* 1991 in Berlin, bürgerlich: Marvin Trotzinski) ist ein deutscher Rapper und Moderator.

## Leben
Marvin Game wurde 1991 in Berlin geboren und wuchs im Stadtteil Moabit auf. Er hat drei Geschwister, sein älterer Bruder ist der Rapper Morten.
Er ist bekennender Kiffer. Es ist ihm ein Anliegen, das öffentliche Bild von Kiffern als faul und antriebslos gerade zu rücken.

## Moderator
Aktuell moderiert Marvin Game die Sendung Baked auf dem YouTube-Kanal Stoked. Er lädt nicht nur Rapper ein, sondern thematisiert ein breiteres Spektrum wie Depression oder der legale Hanfanbau. Er verspricht nur Fragen zu stellen, die ihn selbst interessieren und nicht nur Werbung für neue Alben der Gäste zu machen oder Klatschgeschichten zu besprechen.
Von 2016 bis 2021 war er Gastgeber des 16BARS-Formats Hotbox. Er interviewte verschiedene Künstler und Künstlerinnen wie Sido, Marteria, Juju oder Olexesh in einem Auto und rauchte dabei mit seinen Gästen Cannabis. Nach fünf Jahren und etwa 100 Folgen wurde Hotbox eingestellt, da sich Marvin Game auf seine eigene Musik konzentrieren wollte.

## Rapper
Inspiriert von seinem älteren Bruder Morten rappt Marvin Game seit seiner Jugend. Er macht viel Trap, lässt sich aber nicht auf diese Stilrichtung beschränken.

## Diskografie
Studioalben

| Jahr | Titel Musiklabel                   | Höchstplatzierung, Gesamtwochen, AuszeichnungChartsChartplatzierungen (Jahr, Titel, Musiklabel, Platzierungen, Wochen, Auszeichnungen, Anmerkungen) | Anmerkungen                             |
| Jahr | Titel Musiklabel                   | DE | Anmerkungen                             |
| ---- | ---------------------------------- | --- | --------------------------------------- |
| 2015 | Freust du dich schon? Selbstverlag | — | Erstveröffentlichung: 29. Mai 2015      |
| 2016 | Hennessey & Autotune Selbstverlag  | — | Erstveröffentlichung: 28. Juni 2016     |
| 2017 | 20:14 Selbstverlag                 | DE82 (1 Wo.)DE | Erstveröffentlichung: 14. April 2017    |
| 2017 | 20:15 Selbstverlag                 | — | Erstveröffentlichung: 13. Oktober 2017  |
| 2018 | Highdrated Selbstverlag            | — | Erstveröffentlichung: 2. November 2018  |
| 2020 | Therapie im Hinterhof Selbstverlag | — | Erstveröffentlichung: 18. Dezember 2020 |
| 2022 | Immer Ready Selbstverlag           | — | Erstveröffentlichung: 7. Oktober 2022   |